# باربارا رینگر
باربارا رینگر (به انگلیسی: Barbara Ringer) یکی از بنیانگذاران قانون کپی‌رایت بود.

## زندگی‌نامه
وی در سال ۱۹۲۵ در آمریکا متولد شد. در دانشگاه جرج واشینگتن تحصیل کرد. رینگر سال‌هایی طولانی را صرف برنامه‌ریزی و اجرای قانون کپی رایت در جهان کرد.
در ماه مه ۲۰۰۹ در سن ۸۳ سالگی درگذشت.